# Pallamano Conversano 2010-2011

## Rosa 2010-2011

### Giocatori
| N° | Naz.                 | Ruolo | Sportivo                | Anno | Alt. | Peso |
| -- | -------------------- | ----- | ----------------------- | ---- | ---- | ---- |
| 1  | Grecia (bandiera)    | P     | Kostantinos Tsilimparis | 1979 | 196  | 98   |
| 12 | Italia (bandiera)    | P     | Francesco Di Ceglie     | 1990 | 194  | 90   |
| 16 | Croazia (bandiera)   | P     | Jan Jurina              | 1990 | 192  | 78   |
| 2  | Italia (bandiera)    | A     | Francesco D'Alessandro  | 1985 | 190  | 82   |
| 3  | Italia (bandiera)    | C     | Piero Di Leo            | 1979 | 188  | 94   |
| 4  | Italia (bandiera)    | A     | Carlo Sperti            | 1995 | 172  | 63   |
| 5  | Italia (bandiera)    | PV    | Pasquale Maione         | 1982 | 198  | 105  |
| 6  | Italia (bandiera)    | A     | Giuseppe Lovecchio      | 1983 | 190  | 90   |
| 7  | Argentina (bandiera) | A     | Pablo Vainstein         | 1989 | 185  | 87   |
| 8  | Italia (bandiera)    | C     | Davide Di Maggio        | 1995 | 188  | 73   |
| 9  | Italia (bandiera)    | PV    | Raffaello Corcione      | 1991 | 194  | 90   |
| 10 | Brasile (bandiera)   | T     | Luiz De Oliveira Gaeta  | 1982 | 192  | 90   |
| 11 | Argentina (bandiera) | T     | Juan Ignacio Filipuzzi  | 1990 | 192  | 84   |
| 13 | Italia (bandiera)    | A     | Demis Radovčić          | 1988 | 182  | 84   |
| 14 | Italia (bandiera)    | C     | Alessandro Tarafino     | 1971 | 194  | 95   |
| 15 | Serbia (bandiera)    | T     | Igor Radjenović         | 1978 | 198  | 100  |
| 23 | Italia (bandiera)    | A     | Domenico Vitto          | 1991 | 176  | 69   |
| 25 | Uruguay (bandiera)   | C     | Pablo Miguel Marrochi   | 1986 | 192  | 95   |
| 27 | Argentina (bandiera) | T     | Federico Josè Segura    | 1984 | 188  | 90   |
| 69 | Croazia (bandiera)   | T     | Mario Maretić           | 1985 | 192  | 100  |

### Staff
- Allenatore:  Riccardo Trillini
- Allenatore in seconda:  Domenico Iaia
- Medico sociale:  Angelo Fantasia
- Preparatore atletico:  Riccardo Trillini
- Massaggiatore:  Francesco Anelli